# Kanton Saint-Flour-Sud
Der Kanton Saint-Flour-Sud war bis 2015 ein französischer Wahlkreis im Département Cantal und in der damaligen Region Auvergne. Er umfasste elf Gemeinden im Arrondissement Saint-Flour sowie einen Teil der Stadt Saint-Flour. Die landesweiten Änderungen in der Zusammensetzung der Kantone brachten im März 2015 seine Auflösung. Vertreter im conseil général des Départements war zuletzt von 2008 bis 2015 Gérard Salat.

## Gemeinden
In der nachfolgenden Tabelle ist für alle Gemeinden jeweils die gesamte Einwohnerzahl angegeben.
| Gemeinde    | Einwohner Jahr | Fläche km² | Bevölkerungsdichte | Code INSEE | Postleitzahl |
| ----------- | -------------- | ---------- | ------------------ | ---------- | ------------ |
| Alleuze     | 209 (2013)     | –          | – Einw./km²        | 15002      | 15100        |
| Cussac      | 134 (2013)     | –          | – Einw./km²        | 15059      | 15430        |
| Lavastrie   | 265 (2013)     | –          | – Einw./km²        | 15099      | 15260        |
| Les Ternes  | 596 (2013)     | –          | – Einw./km²        | 15235      | 15100        |
| Neuvéglise  | 1.095 (2013)   | –          | – Einw./km²        | 15142      | 15260        |
| Paulhac     | 426 (2013)     | –          | – Einw./km²        | 15148      | 15430        |
| Saint-Flour | 6.626 (2013)   | –          | – Einw./km²        | 15187      | 15100        |
| Sériers     | 136 (2013)     | –          | – Einw./km²        | 15227      | 15100        |
| Tanavelle   | 241 (2013)     | –          | – Einw./km²        | 15232      | 15100        |
| Ussel       | 479 (2013)     | –          | – Einw./km²        | 15244      | 15300        |
| Valuéjols   | 559 (2013)     | –          | – Einw./km²        | 15248      | 15300        |
| Villedieu   | 529 (2013)     | –          | – Einw./km²        | 15262      | 15100        |